# António Augusto Teixeira
 António Augusto Teixeira  (Ilha Terceira, Açores, Portugal —) foi um padre e jornalista português foi capelão militar, em Viana do Castelo.
Foi professor da extinta Escola Normal de Angra do Heroísmo, e professor provisório do liceu da mesma cidade. Como jornalista foi director político do jornal "A Terceira". Foi um orador muito eloquente.